# Asian Film Awards

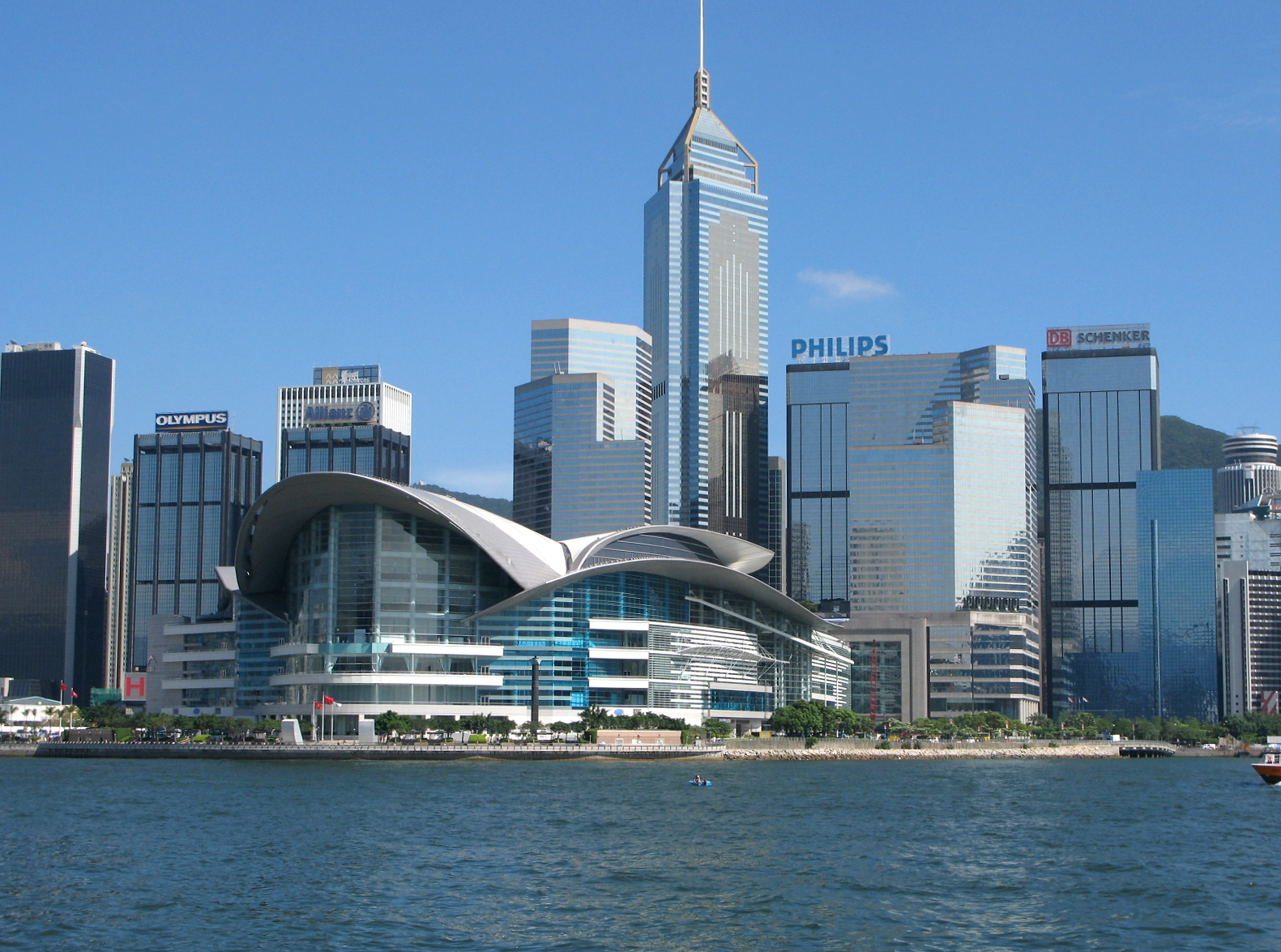
Hong Kong Convention and Exibition Centre. Lugar onde a primeira cerimônia ocorreu.

O Asian Film Awards é uma premiação de cinema apresentada anualmente em Hong Kong pela Hong Kong International Film Festival Society (em Cantonês: 香港國際電影節) em reconhecimento aos melhores cineastas e artistas do cinema da Ásia.

## História
Inaugurado em 2007, o Asian Film Awards (AFA) é uma premiação patrocinada pela Sociedade do Festival Internacional de Cinema de Hong Kong em reconhecimento aos profissionais do cinema do continente asiático.
A primeira cerimônia de premiação teve lugar no Hong Kong Convention and Exibition Centre no dia 20 de março de 2007, na noite de abertura do 31° Festival Internacional de Cinema de Hong Kong.
O filme coreano O Hospedeiro foi escolhido o melhor filme asiático do ano de 2006.

## Indicados
Para ser indicado um filme precisa ter mais de 60 minutos e ser filme não-documentário de qualquer lugar do continente asiático, o que inclui tanto a Ásia Oriental quanto a Ásia Ocidental.
Além disso os filmes para participarem da competição devem conter legendas em inglês.
Para serem indicados os filmes precisam ter sido lançados entre o dia 1° de janeiro e 31 de dezembro do ano anterior à cerimônia de premiação.

## Vencedores de Melhor Filme
- 2006: 1ª Cerimônia de Premiação em 20 de março de 2007: O Hospedeiro (Coreia do Sul);
- 2007: 2ª Cerimônia de Premiação em 17 de março de 2008: Sol Secreto (Coreia do Sul);
- 2008: 3ª Cerimônia de Premiação em 23 de março de 2009: Tokyo Sonata (Japão/Hong Kong/Países Baixos);
- 2009: 4ª Cerimônia de Premiação em 22 de março de 2010:Mother - A Busca pela Verdade (Coréia do Sul)
- 2017: 11ª Cerimônia de Premiação realizada em 21 de março de 2017: I Am Not Madame Bovary (China)
- 2018: 12ª Cerimônia de Premiação realizada em 17 de março de 2018: Youth  (China)
- 2019: 13ª Cerimônia de Premiação realizada em 17 de março de 2019: Assunto de Família (Japão)
- 2020: 14ª Cerimônia de Premiação realizada em 28 de outubro de 2020: Parasita (Coreia do Sul)
- 2021: 15ª Cerimônia de Premiação realizada em 8 de outubro de 2021: Wife of a Spy (Japão)
- 2022: 16ª Cerimônia de Premiação realizada em 12 de março de 2023: Drive My Car (Japão)
- 2023: 17ª Cerimônia realizada em 10 de março de 2024: O Mal Não Está Aqui (Japão)
- 2024:18º Cerimônia realizada em 16 de março de 2025: All We Imagine as Light (Índia)